# Johns Manville
Johns Manville, anciennement Johns-Manville Corporation et Manville, est une entreprise américaine qui fabrique des isolants, des matériaux de toiture et des produits d'ingénierie.
Elle est notamment pour ses fabrications de produits contenant de l'amiante, ce qui a provoqué sa faillite volontaire en 1982 dans le cadre du chapitre 11 de la loi sur les faillites des États-Unis.
Basée à Denver, c'est une filiale du groupe Berkshire Hathaway depuis 2001.